# Ushio
L'Ushio (曙? lett. "Marea") è stato un cacciatorpediniere della Marina imperiale giapponese, diciannovesima unità appartenente alla classe Fubuki. Fu varato nel novembre 1930 dal cantiere di Uraga.
Appartenente alla 7ª Divisione, nei primi mesi di ostilità nel Pacifico bombardò l'atollo di Midway, fu posto a difesa di alcuni incrociatori pesanti ed ebbe parte nella seconda battaglia del Mare di Giava; spostatosi a Truk, fu presente alla battaglia del Mar dei Coralli (4-8 maggio 1942) e poi marginalmente alla battaglia delle Midway (4-6 giugno). A partire dall'estate ricevette principalmente incarichi di vigilanza a portaerei, portaerei di scorta, grandi navi da guerra che si spostavano tra i principali porti giapponesi e le basi d'oltreoceano di Truk, Singapore, Soerabaja: l'attività, ripetitiva e monotona, lo tenne impegnato a lungo. Nel 1944 fu trasferito alla 5ª Flotta e perciò si spostò alla base militare di Ominato per intraprendere pattugliamenti e servizio di scorta. Verso la fine dell'anno, potenziata la dotazione contraerea, fu presente alla disastrosa battaglia del Golfo di Leyte, cui sopravvisse illeso; fu invece colpito piuttosto gravemente a metà novembre, nella rada di Manila. Arrivato a Singapore, fu riparato solo in parte e dopo aver raggiunto il Giappone nel gennaio 1945 rimase in riserva, ormeggiato e lasciato in disparte per gli ultimi mesi di guerra. Unico superstite della classe Fubuki, fu consegnato nell'agosto 1945 alle forze d'occupazione statunitensi e demolito nel 1948.

## Servizio operativo

### Costruzione
Il cacciatorpediniere Ushio fu ordinato nell'anno fiscale edito dal governo giapponese nel 1927. La sua chiglia fu impostata nel cantiere navale di Uraga a Tokyo, gestito dalla compagnia omonima, il 24 dicembre 1929 e il varo avvenne il 17 novembre 1930; fu completato il 14 novembre 1931. La nave formò con l'Akebono e il Sazanami la 7ª Divisione, assegnata direttamente alla scorta della 1ª Divisione portaerei (Akagi, Kaga) che, dall'aprile 1941, divenne parte della 1ª Flotta aerea.

### 1941-1942
Tra 1940 e 1941 l'Ushio passò agli ordini del capitano di corvetta Yoshitake Uesugi e imbarcò inoltre il nuovo comandante della divisione, capitano di vascello Kaname Konishi, con il rispettivo stato maggiore. Il 28 novembre 1941 lasciò Tateyama assieme al gemello Sazanami e a una petroliera e, il mattino del 7 dicembre, bombardò per circa un'ora le installazioni statunitensi sull'atollo di Midway, tornando senza danni a Saeki il 21. La 7ª Divisione si assemblò dunque nella rada di Hashirajima e il 12 gennaio 1942, assieme ai cacciatorpediniere Ariake e Yugure, effettuò il viaggio di scorta alle portaerei Hiryu e Soryu che si spostarono alle isole Palau il 17 gennaio. Tra il 21 e il 28 tutti i cacciatorpediniere – meno lo Akebono – uscirono in mare per proteggere le portaerei che lanciarono alcuni raid contro l'isola di Ambon, quindi l'Ushio si riunì alle unità sorelle a Davao (Filippine) e, dal 29 gennaio al 25 febbraio, fu in mare come scorta ravvicinata agli incrociatori pesanti Haguro e Nachi, a loro volta incaricati di proteggere a distanza gli assalti anfibi su Ambon, Makassar, Timor. Il 25 febbraio l'Ushio fu aggregato alla scorta del convoglio orientale per l'invasione dell'isola di Giava e due giorni dopo combatté nella battaglia del Mare di Giava senza piazzare o ricevere colpi. Il 2 e 3 marzo collaborò con il Sazanami nella caccia e distruzione del sommergibile USS Perch, dal quale prelevò 59 superstiti poi messi in prigionia. Il 12 marzo l'Ushio e il resto della divisione presero in consegna un gruppo di convogli che da Bali fece tappa al Golfo di Lingayen e all'Isola di Formosa prima di giungere a Yokosuka il 25: qui i cacciatorpediniere furono revisionati e, il 10 aprile, trasferiti alla 10ª Squadriglia della 1ª Flotta aerea. Il 23 aprile l'Ushio e l'Akebono scortarono la 5ª Divisione incrociatori (Myoko, Haguro) sino alla base aeronavale di Truk (27 aprile), dove furono aggregati alla scorta delle due portaerei Shokaku e Zuikaku, partecipando dunque alla battaglia del Mar dei Coralli (4-8 maggio) senza subire danni. L'Ushio rimase poi, assieme al gemello, di scorta alla Zuikaku impegnata in una vana ricerca di naviglio nemico da finire, quindi la riaccompagnò a Truk entro il 15 maggio e, da qui, sino a Kure per ripianare le perdite subite dai gruppi imbarcati. Raggiunta la città il 21, la 7ª Divisione fu distaccata provvisoriamente e passata alla 5ª Flotta: più precisamente rimase di guardia alle due portaerei leggere Ryujo e Junyo che condussero alcuni raid contro le installazioni di Dutch Harbor nella fase d'apertura della battaglia delle Midway (4-6 giugno). L'Ushio rientrò in Giappone a Ominato, poi il 28 salpò al seguito di una squadra nipponica che, incrociando per due settimane nelle acque a sud-ovest delle isole Aleutine, avrebbe dovuto ostacolare eventuali controffensive statunitensi volte a recuperare Attu e Kiska. Tornato a Yokosuka il 13 luglio (passando il giorno successivo, con i gemelli, alle dirette dipendenze del quartier generale della Flotta Combinata), si riaggregò al Sazanami e con esso accompagnò la portaerei di scorta Unyo in un viaggio che toccò Saipan e l'atollo di Ulithi prima di concludersi a Yokosuka (29 luglio-14 agosto).
Il 17 agosto l'Ushio e il resto della divisione lasciarono Kure, dove si erano spostati, e vigilarono sul trasferimento della nave da battaglia Yamato e della portaerei di scorta Taiyo verso Truk, dove il gruppo si fermò il 29 (meno l'Akebono e la portaerei). Il 9 settembre l'Ushio salpò alla volta delle isole Shortland seguito dal Sazanami: il 12 le due unità effettuarono una riuscita missione di trasporto a Guadalcanal, trainando chiatte cariche di munizioni e cibo; il giorno seguente l'Ushio guidò il Sazanami, il Fubuki e il Suzukaze in un bombardamento di Henderson Field, in appoggio all'offensiva Kawaguchi e allo scopo di intercettare navi nemiche. Tornato alle Shortland, ne ripartì il 16 assieme al Fubuki e al Suzukaze, ripetendo la missione di quattro giorni prima; anche il 20 fu portata a termine la medesima operazione, questa volta con i cacciatorpediniere Sazanami, Shikinami e Yudachi. A fine settembre lo Ushio lasciò le Shortland, rientrò il 29 a Truk e si affiancò all'Akebono nella scorta alla Unyo: essa salpò il 4 ottobre, sostò alcuni giorni a Yokosuka e rientrò quindi alla rada atollina il 16. I due cacciatorpediniere continuarono a seguire la portaerei durante i suoi viaggi, volti a recare apparecchi, munizioni, carburante e altri materiali a varie posizioni nipponiche (Davao, Soerabaja, Balikpapan).

### 1943

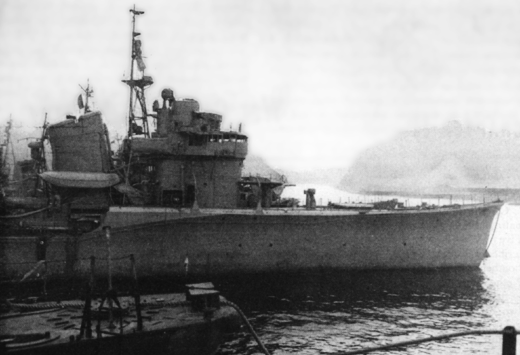
Primo piano della sezione prodiera e del ponte dellUshio

Il 5 gennaio 1943 l'Ushio, seguito dall'Akebono, scortò la portaerei Unyo da Truk a Yokosuka e qui rimase per un mese circa sotto revisione e manutenzione; i lavori riguardarono anche l'aggiunta di un impianto binato di mitragliatrici Type 93 da 13,2 mm, sistemato su un ballatoio davanti alla plancia: esso fu poi rimpiazzato, in un momento successivo, da un affusto doppio armato con cannoni Type 96 da 25 mm L/60. Passato al comando del capitano di fregata Takeo Kanda il 20 gennaio, l'Ushio con il resto della divisione più l'Hibiki fu assegnato alla difesa delle due portaerei di scorta Taiyo e Unyo che completarono due viaggi da Yokosuka a Truk con ritorno tra il 1º febbraio e il 12 marzo. Otto giorni più tardi l'Ushio e l'Akebono accompagnarono la Unyo nella terza traversata, terminata il 10 aprile; il 25 lo Ushio fu aggregato ai cacciatorpediniere Ariake, Naganami e Shigure e salpò con questi per vigilare sul trasferimento della Unyo e della Chuyo a Truk, raggiunta il 30, quindi nella prima metà di maggio (affiancato dal Samidare, dallo Yugure e dal Naganami) percorse la rotta inversa di scorta alla Yamato, alle due portaerei e alla 5ª Divisione incrociatori. Ancora tra il 24 maggio e il 9 giugno coprì, con i cacciatorpediniere Hagikaze e Umikaze, andata e ritorno delle due portaerei da Truk. Il 16 giugno l'Ushio e l'Akebono lasciarono Yokosuka con destinazione Truk (nel quadro di un vasto ridispiegamento di forze navali) posti di guardia alla Chuyo e alla Unyo che però ritornarono presto al punto di partenza (2 luglio): il giorno seguente il comandante Kanda cedette il posto al capitano di corvetta Masami Araki. Per il resto di luglio e tutto agosto l'Ushio, assieme a vari altri cacciatorpediniere (tra i quali lo Shiratsuyu, il Maikaze, il Nowaki), compì tre altre missioni di scorta alle portaerei Chuyo, Taiyo, Unyo e Ryuho che, da sole o assieme, facevano la spola tra il porto nipponico e la rada atollina. Il 2 settembre, rientrato a Yokosuka con lo Yukikaze e la intatta Taiyo, l'Ushio fu tratto in secca in un bacino per le necessarie, approfondite riparazioni: esse compresero l'aggiunta di un radar Type 22 all'albero tripode dietro la torre di comando, demandato all'individuazione di bersagli navali. Inoltre, durante i lavori, la torre sopraelevata da 127 mm di poppa fu rimossa e, al suo posto, furono piazzati due impianti tripli di cannoni Type 96; due altri identici affusti furono sistemati su due piattaforme elevantesi tra le due bancate di tubi lanciasiluri di poppa. Infine sembra probabile (come una fonte afferma) che le capacità antisommergibile furono aumentate con l'implementazione di due lanciatori Type 94 per bombe di profondità, la cui riserva di bordo crebbe a trentasei.
Il 5 ottobre l'Ushio tornò a essere operativo e, dopo una pausa per l'equipaggio, il 27 ottobre si unì al Sazanami e scortò la portaerei Chuyo a Truk, raggiunta il 1º novembre; durante il viaggio di ritorno a Yokosuka, durato dal 5 al 10, i due cacciatorpediniere difesero anche la portaerei leggera Zuiho. Il 16 novembre la 7ª Divisione la completo lasciò la città assieme alle portaerei Zuiho, Chuyo e Unyo che, di nuovo, si portarono alla rada di Truk dove rimasero dal 21 al 29 novembre; il giorno seguente fu intrapreso il viaggio inverso, al quale si unì l'incrociatore pesante Maya e che si concluse il 5 dicembre dopo la perdita della Chuyo. Dopo aver navigato sino a Pusan, prese in carico un convoglio carico di truppe che, dopo una tappa a Saeki, si fermò a Truk il 26 dicembre; il 30 l'Ushio partì di scorta a un secondo convoglio che doveva recare rinforzi a Kwajalein, missione completata il 18 gennaio 1944.

### 1944
Il 1º gennaio 1944 la 7ª Divisione era stata trasferita alle dipendenze della 1ª Squadriglia, 5ª Flotta operante nelle acque settentrionali dell'Impero giapponese. L'Ushio lasciò Truk il 25, fece tappa a Saipan dove affiancò la danneggiata Unyo e la accompagnò sino a Yokosuka, raggiunta il 5 febbraio; dopo riparazioni prolungatesi sino al 28 marzo e l'aggiunta di un apparato capace di individuare la sorgente di onde radar, l'Ushio si spostò entro l'8 aprile a Ominato e cominciò un regolare servizio di pattugliamento e difesa delle navi in entrata e uscita dalla base. Dopo due settimane di manutenzione a Otaru, il 19 giugno assunse la difesa degli incrociatori pesanti Nachi e Ashigara, che seguì nell'andata e nel ritorno da Yokosuka. Nel corso della breve permanenza in questa città, il cacciatorpediniere passò dall'arsenale e arricchì la propria contraerea di quindici Type 96 e quattro mitragliatrici Type 93 tutti su affusto singolo: le armi furono piazzate sul castello di prua, sul rotondo di poppa e anche nei pressi del fumaiolo posteriore (gli impianti doppi di Type 93 furono pertanto eliminati). Il 31 luglio l'Ushio salpò di nuovo da Ominato con i due incrociatori e li accompagnò nella tratta finale sino a Kure (2 agosto), ove rimase ormeggiato a lungo. Qui fu dotato di un radar Type 13 da ricerca aerea, montato sull'albero di maestra.
Il 14 ottobre l'Ushio lasciò Kure con i due incrociatori, fece tappa alle isole Amami Ōshima e alla base di Mako, ove il comando passò al capitano di corvetta Shirō Yoda. Le unità approdarono a Coron (Palawan), punto di ritrovo per la 5ª Flotta del viceammiraglio Kiyohide Shima, una delle pedine del complesso piano giapponese Shō-Gō 1 per scongiurare l'invasione delle Filippine mediante il ricorso a tutte le forze di superficie rimaste alla marina. L'Ushio fu perciò presente alla seconda parte della tragica battaglia dello Stretto di Surigao, senza sparare un colpo contro navi nemiche; dopo la disordinata fuga, rientrò a Coron isolatamente il 27, vi trovò il Nachi e lo accompagnò sino a Manila, toccata il giorno dopo. Nella prima decade di novembre partecipò al secondo e quarto viaggio dell'operazione TA, vale a dire l'importante flusso di rifornimenti via mare alla 35ª Armata, impegnata in battaglia su Leyte. Il 13 novembre, nel corso di una delle numerose incursioni portate dai gruppi imbarcati statunitensi della Terza Flotta, una bomba esplose sulla dritta dello scafo dell'Ushio; una turbina fu distrutta, la velocità cadde a 18 nodi e si contarono ventitré morti e dieci feriti. Lasciata Manila, il cacciatorpediniere fece rotta per l'arsenale di Singapore, ove giunse il 22 e subito posto in bacino; frattanto la 7ª Divisione (il Sazanami e l'Akebono, perduti, erano stati rimpiazzati) era stata trasferita alla 2ª Squadriglia della menomata 2ª Flotta. Il 12 dicembre, non del tutto in efficienza, uscì in mare assieme all'incrociatore pesante Myoko e altre unità, ma non riuscì a impedire che un sommergibile piazzasse un siluro sull'incrociatore, cui fu strappata la poppa. Dopo aver tentato inutilmente di rimorchiarlo, lasciò il compito di salvataggio ad altro naviglio sopraggiunto ed ebbe ordine di spostarsi a Capo Saint Jacques in Indocina; fu dunque aggregato alla scorta di un convoglio che il 17 dicembre salpò con destinazione Kure.

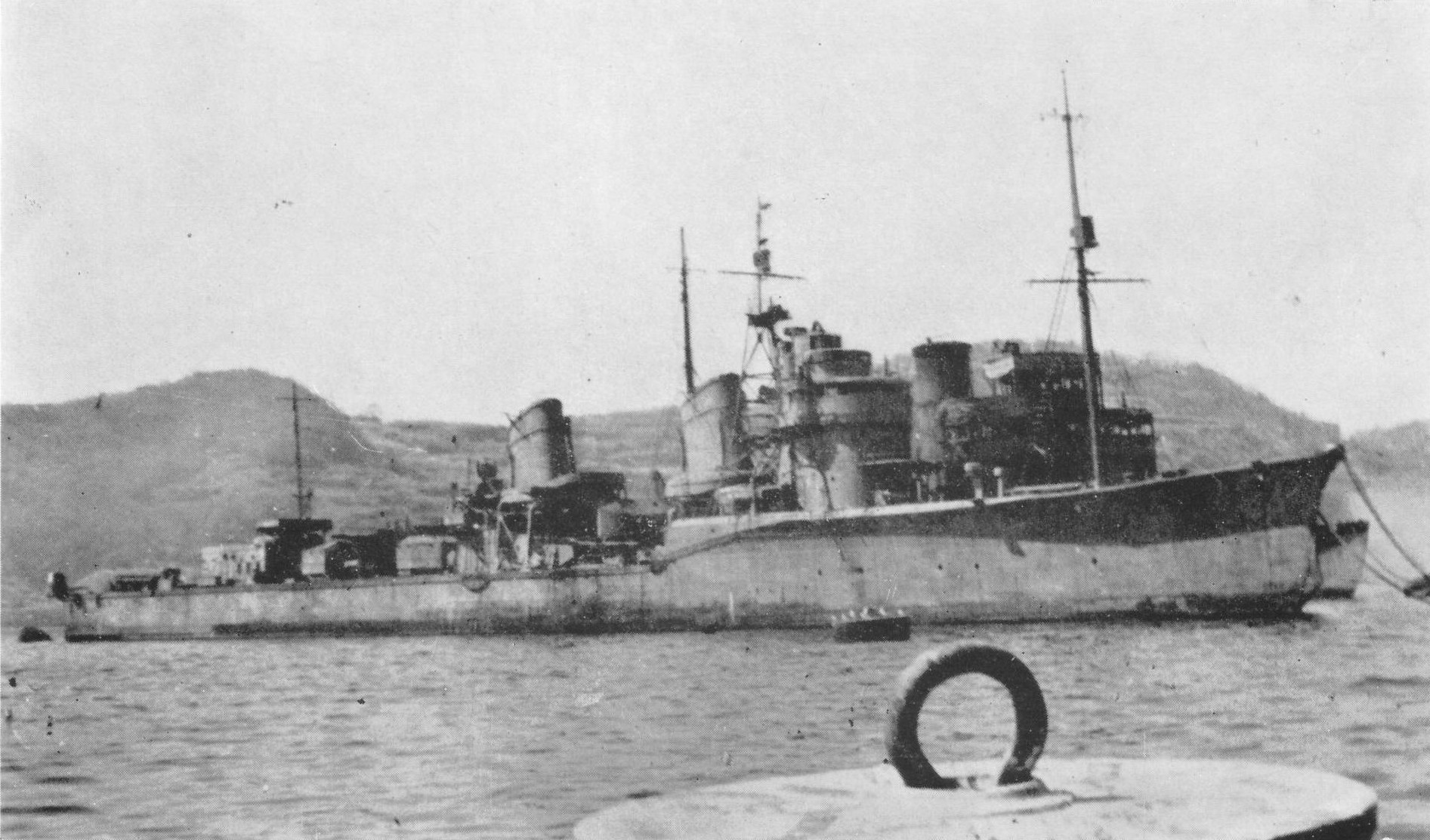
Lo Ushio nel 1946, ancorato a Yokosuka: l'armamento artiglieresco manca completamente

### 1945 e il destino finale
L'Ushio arrivò senza incidenti in Giappone e poi si portò a Yokosuka, dove dal 9 gennaio rimase ormeggiato in attesa della conclusione delle riparazioni, ultimo superstite della classe Fubuki: in realtà non furono mai completate. Il 9 febbraio cambiò comunque comandante nella persona del capitano di corvetta Fumio Satō e il 20 aprile la 7ª Divisione fu posta agli ordini della 31ª Squadriglia di scorta, sebbene l'Ushio non potesse concretamente prestare servizio. Il 5 maggio fu poi riassegnato alle dirette dipendenze del quartier generale della Flotta Combinata e infine il 10 giugno riclassificato come nave della riserva di quarta classe. In seguito alla capitolazione dell'Impero giapponese del 15 agosto e all'arrivo delle prime forze d'occupazione statunitensi, l'Ushio fu consegnato dall'equipaggio prima della fine del mese, il 15 settembre fu rimosso d'ufficio dai registri della Marina imperiale e fu progressivamente privato di tutte le armi e attrezzature militari.
L'Ushio non fu riparato dagli statunitensi e quindi non partecipò alla colossale opera di rimpatrio di militari e civili giapponesi, sparpagliati in Asia orientale e avviata già alla fine del 1945; non figurò neppure nelle liste di naviglio leggero che le potenze vincitrici si spartirono nel corso di quattro incontri, avvenuti al quartier generale dello SCAP, e non fu quindi ceduto a nessuna di esse. Fu invece lasciato in disparte a Yokosuka e, nell'agosto 1948, fu avviato alla demolizione su ordine delle autorità d'occupazione americane.